# Полоз сходовий
Полоз сходовий (Zamenis scalaris) — вид змій родини полозових (Colubridae).

## Опис
Загальна довжина коливається від 1,4 до 1,6 м. Тулуб щільний, голова трикутної форми, різко звужується спереду, слабко відмежована від тулуба. Забарвлення жовте, жовтувато-сіре, помаранчеве. У молодих полозів контрастний малюнок з чорних поперечних, розширений по краях смуг, з віком вони тьмяніють й заміщуються на 2 поздовжні темні смуги.

## Спосіб життя
Полюбляє сухі долини та кам'янисті схили гір з ксерофітною рослинністю. Нерідко зустрічається у культурних ландшафтах. Харчується гризунами та дрібними ссавцями.
Це яйцекладна змія. Самка відкладає від 4 до 25 яєць.

## Поширення
Мешкає на півдні Франції, на більшій частині Іспанії, у Португалії. Іноді зустрічається у Лігурії (Італія).